# Cremnodes nigripes
Cremnodes nigripes là một loài tò vò trong họ Ichneumonidae.